# Юле Кук
Юле Кук (на естонски: Ülle Kukk) е естонски ботаник и еколог.

## Биография
Родена е в Тарту, Естония на 18 ноември 1937 г. Завършва Тартуския държавен университет през 1960 г.
Работи в Института за експериментална биология към Академията на науките на Естонската ССР. От 1965 г. до 1975 г. е служител в Талинската ботаническа градина. През 1976 – 1996 г. работи в Института по горите на Естонската ССР (сега Селскостопански институт). От 1996 г. работи в Института за опазване на околната среда към Естонския университет.
Изследванията ѝ са свързани със защитените растения в Естония. Участва в организирането на мерки за опазване на редки и защитени видове растения и ги изучава. Основателка и член е на борда на Естонския клуб за защита на орхидеите. Включена е в експертната група по флората на Бернската конвенция за опазване на европейската дива природа. Съавтор е на Червената книга на Естония от 1998 г.

## Научни трудове
По-известни нейни трудове са:
- Kukk, Ülle. Looduslikke dekoratiivtaimi.   Tallinn, Valgus. (English version published by Light: New York)
- Pilt, Indrek и др. Pulsatilla patens and Pulsatilla pratensis (Ranunculaceae) in Estonia: distribution and ecology (Google Book) //  Proceedings of the Estonian Academy of Sciences, Biology and Ecology 51.   December 2002. с. 242 – 256. Посетен на 9 December 2010.
- Kukk, Ülle. The distribution of Ligularia sibirica (L.) Cass. in Estonia and changes in its population (PDF) //  Biuletyn Ogrodów Botanicznych 12.   с. 11 – 22.  Архивиран от оригинала на 2011-09-11. Посетен на 10 December 2010.